# Sylvilagus graysoni
Sylvilagus graysoni — вид ссавців родини зайцеві (Leporidae) ряду зайцеподібні (Leporiformes).

## Поширення
Ендемік островів Лас-Трес-Маріас біля західного узбережжя Мексики. Загальна площа островів 500 км². На островах Марія-Мадре та Марія-Магдалена вид майже зник. Стабільна популяція знаходиться на островах Марія-Клеофас та Сан-Хуаніто.

## Опис
Кролик завдовжки 47 см, хвіст — 3-5 см. Забарвлення спини від коричневого до рудувато-коричневого, боки помітно блідіше і черево біле з коричневою плямою під горлом.

## Систематика
Вид описаний у 1887 році Джоелем Асафом Аленом під назвою Lepus graysoni. Названий на честь американського орнітолога Ендрю Грейсона. У 1904 році Маркус Ворд Ліон відніс вид до роду Sylvilagus. Описано два підвиди, номінативний S. g. graysoni, що живе на островах Марія-Мадре, Марія-Магдалина і Марія-Клеофас, і підвид S. g. badistes, що мешкає тільки на острові Сан-Хуаніто.